# Günəhir
Günəhir è un comune dell'Azerbaigian situato nel distretto di Lənkəran.